# Rodrigo Álvarez de las Asturias
Rodrigo Álvarez de las Asturias (ca. 1260-1334), conde de Noreña y Gijón, tutor del futuro Enrique II de Castilla y señor de las villas de Allande, Siero, Colunga, Llanes y Ribadesella.
Ostentó desde 1287 el cargo de comendero de las tierras del monasterio de San Vicente de Oviedo. En 1318 recibió la encomienda de Avilés y, al menos a partir de 1314, de Oviedo; en 1325 recibió la encomienda de las tierras episcopales de Llanera y Las Regueras y, en 1329, obtuvo de la Orden de Santiago la tenencia de los castillos de Sobrescobio y Gozón.

## Juventud y primeros años
Hijo de Pedro Álvarez de las Asturias, que durante el reinado de Alfonso X llegaría a ocupar el puesto de mayordomo mayor del rey, y de Sancha Rodríguez de Lara, Rodrigo se convirtió en una de las figuras destacadas de la política castellana durante las minorías y reinados de Fernando IV y Alfonso XI.
A la muerte de su hermano Pedro, Rodrigo recibirá en herencia los amplios señoríos jurisdiccionales de los Álvarez de las Asturias, entre los que ocupaba un lugar preeminente el señorío de Noreña y Gijón, por su posición estratégica en la región.
Ambicioso y oportunista, no dudó en cambiar de bando y apoyar a unos u otros en función de las circunstancias. Así, durante la minoría de Fernando IV, apoyó al infante Juan en el cerco de Oviedo, tras haberse proclamado rey en León. La ciudad de Oviedo, sin embargo, soportó el sitio, y las fuerzas rebeldes tuvieron que retirarse.
Por su parte, la reina regente, María de Molina, enseguida inició gestiones para atraerse a Rodrigo Álvarez a su bando, ya que sus posesiones en Asturias le convertían en un hombre clave para controlar la situación. A cambio de su colaboración, Rodrigo recibió las villas de Gijón, Allande, Llanes y Ribadesella.

## Política castellana
De esta forma comenzaba la carrera política de Rodrigo Álvarez que, en los años siguientes, y gracias en parte a la influencia del infante Juan en la Corte, alcanzó el título de Adelantado Mayor de Asturias y León, y, en 1308, el de Adelantado Mayor en Galicia.
A la muerte de Fernando IV se abrió un nuevo periodo de inestabilidad en Castilla, durante la minoría de Alfonso XI; esta vez, Rodrigo se inclinó por el partido liderado por María de Molina y el infante don Pedro y contra su antiguo valedor el infante Juan, que enseguida intentó sacar ganancia del río revuelto. De hecho, figura en los pactos firmados con los infantes Don Juan Manuel y don Felipe para salvar la regencia, y formó parte de las tropas que sofocaron las revueltas subsiguientes a los pactos, lo que le valió el título de Mayordomo Mayor.
Durante todo el reinado de Alfonso XI, Rodrigo se reveló como un apoyo eficaz y fiel en todo momento a su rey, acompañándolo en numerosas ocasiones o haciendo de intermediario con los varios partidos nobiliarios que trataron de poner en dificultades al monarca. Intervino, además, en la batalla de Teba contra los Benimerines y participó en las campañas de Gibraltar y Sevilla.
Tal era su compromiso con el rey, que este le entrega a su hijo bastardo Enrique para su educación. Se casó con Isabel de la Cerda, nieta del infante Don Fernando de la Cerda, con la quien no tuvo hijos. Por esta razón, declaró heredero universal de todos sus bienes al futuro Enrique II, quien utilizará sus posesiones en Asturias como base en su asalto al trono varios años después.

## Política asturiana
Sin embargo, fue en Asturias donde la figura y el peso de Rodrigo Álvarez se dejaron sentir con más fuerza. Ya en 1310 otorgó un privilegio a los habitantes de Siero para que ejecutasen la carta puebla promulgada por Alfonso X.
Sus enfrentamientos con la iglesia de Oviedo por el control de la región fueron especialmente importantes. La Iglesia de San Salvador se había convertido con los años en uno de los mayores propietarios de Asturias. Para ello no dudaba en utilizar partidas armadas a su servicio, que operaban desde los castillos de Tudela y Priorio.
En 1315, y aprovechando que Rodrigo Álvarez, que, por aquel entonces, tenía Oviedo en encomienda, se encontraba en el sur organizando la defensa contra los benimerines, el obispo de Oviedo, Fernando Álvarez, trató de forzar al concejo a aceptar un acuerdo muy beneficioso para la iglesia en términos de impuestos y que supondría un incremento del poder eclesiástico a costa del concejo.
Rodrigo Álvarez sometió la cuestión a las Cortes que se convocaron en 1315 en Burgos para solucionar el tema de la regencia, tratando de evitar la formación de un poder fuerte en la zona. Las Cortes decretaron la nulidad de los acuerdos firmados y, poco tiempo después, nos encontramos a Rodrigo en Asturias sitiando el castillo de Tudela y zanjando definitivamente los problemas con el obispado.
Posteriormente, Rodrigo actuó como árbitro en los diversos conflictos que fueron surgiendo entre concejos, obispado y otras fuerzas vivas de la región, como las disputas tributarias entre Oviedo y Gijón.

## Testamento

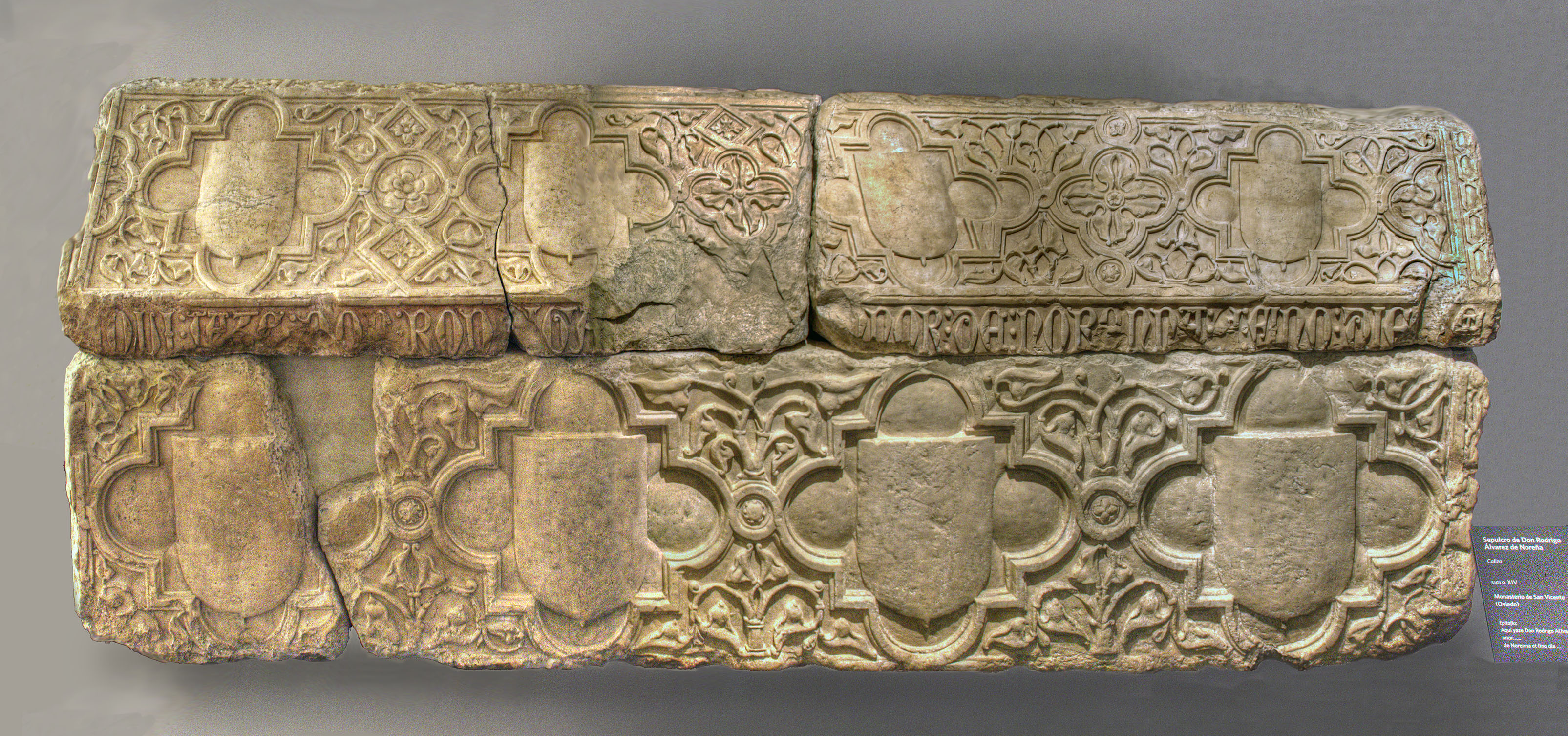
Sepulcro de Rodrigo Álvarez de las Asturias en el Museo Arqueológico de Asturias

En 1331, Rodrigo Álvarez otorga testamento ante el notario de Gijón, Alfonso Nicolás, en sus posesiones de Lillo, en León. Este documento detalla ampliamente sus posesiones y ordena la realización de numerosas donaciones a monasterios e Iglesia. Al morir sin descendencia directa (su único hijo varón, Álvar Díaz, era ilegítimo y murió siendo niño), el testamento fue inicialmente otorgado en favor de su sobrino Ferrán Rodríguez de Villalobos, aunque posteriormente lo cambiaría en favor de su pupilo Enrique, hijo bastardo de Alfonso XI.
Rodrigo falleció hacia 1334. Su cuerpo fue enterrado en el Monasterio de San Vicente, del que fue comendero, en un sepulcro labrado, joya del gótico asturiano, hoy en el Museo Arqueológico de Asturias.